# Threadneedle Street
Koordinaten: 51° 31′ N, 0° 5′ W
Die Threadneedle Street ist eine Straße in der britischen Hauptstadt London.

## Etymologie
Der Namensursprung ist nicht vollständig geklärt. Eine mögliche Deutung anhand der wörtlichen Übersetzung als „Nähnadel“-Straße liegt nahe, insbesondere, da hier bereits seit 1347 die Worshipful Company of Merchant Taylors („ehrwürdige Gesellschaft der Handelsschneider“) ansässig war und diese zweifellos threads and needles, also „Nadeln und Faden“ benutzt haben.
Eine andere Erklärung kommt von Three Needle Street („Dreinadelstraße“), eine von 1598 überlieferte alte Bezeichnung möglicherweise abgeleitet vom Firmenschild eines damals hier ansässigen Schneiders, der als Firmenschild drei Nadeln abgebildet hatte.

## Verlauf
Sie beginnt in der City of London, dem historischen Zentrum und heutigen Finanzzentrum der Stadt, an der Bank Junction. Hier gibt es die U‑Bahn-Station Bank und Monument der London Underground. Auch liegt hier gleich links die Bank of England, das vermutlich prominenteste Gebäude, scherzhaft auch genannt The Old Lady of Threadneedle Street („Die alte Dame der Threadneedle Street“).
Die Straße verläuft von hier aus knapp 400 m nach Osten. Es finden sich noch weitere Banken, zahlreiche Geschäfte, Büros und auch Restaurants, bevor sie auf Bishopsgate stößt und dort endet. An diesem Ort befand sich zur Römerzeit das gleichnamige Stadttor in der Stadtmauer von Londinium. Heute ist es der Name einer Straße, die als Fernstraße A10 von London rund 140 km in den Norden bis nach King’s Lynn führt.